# Edson Gaúcho
Edson José Valandro mais conhecido como Edson Gaúcho (Caxias do Sul, 6 de junho de 1955), é um ex-jogador de futebol e treinador. Atualmente é diretor de futebol do Criciúma Esporte Clube.

## Carreira
Como atleta, atuou durante 15 anos como zagueiro em clubes do Brasil, Portugal e Suíça. Teve como parceiro de zaga nos tempos em que atuou no Juventude, o hoje também treinador Luiz Felipe Scolari. Abandonou a carreira aos 34 anos de idade e atuando no FC Lausanne.
Como treinador, começou sua carreira como auxiliar de Ênio Andrade no Cruzeiro passou por categorias de base de outros clubes e ingressou como treinador principal no Operário-MS.

## Títulos
Operário
- Campeão Sul-Matogrossense: 1997

Criciúma
- Campeão Brasileiro (Série B) - 2002

Vila Nova
- Campeão Goiano: 2005

Paysandu
- Campeão Paraense - 2009